# Aérodrome de Dinan - Trélivan

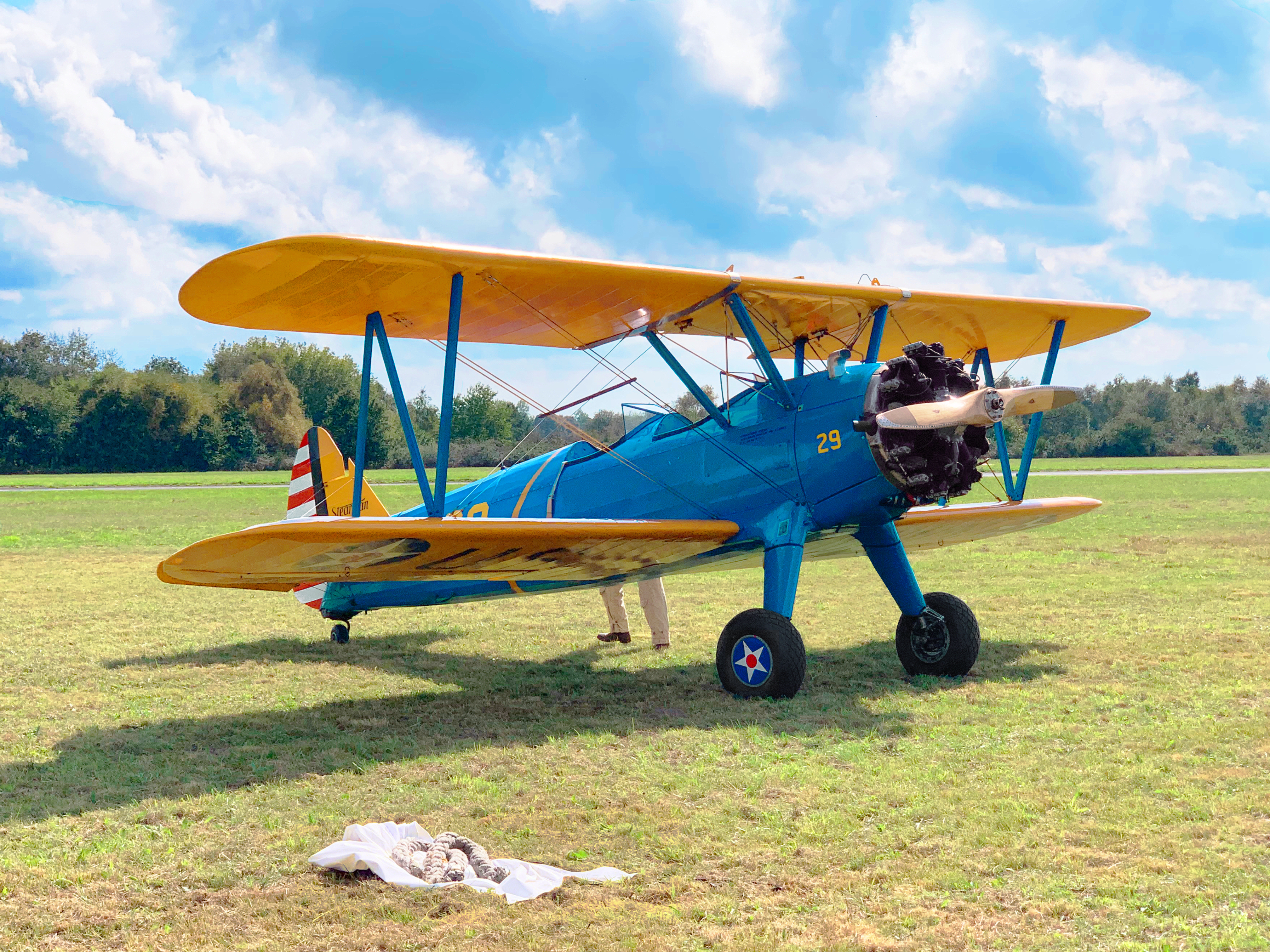
Un Boeing Stearman Model 75 PT-17 avec un moteur Continental R-670-5 sur l’aérodrome Bel Air. Ce biplan est un avion militaire construit en 1941 par Stearman, une filiale de Boeing.

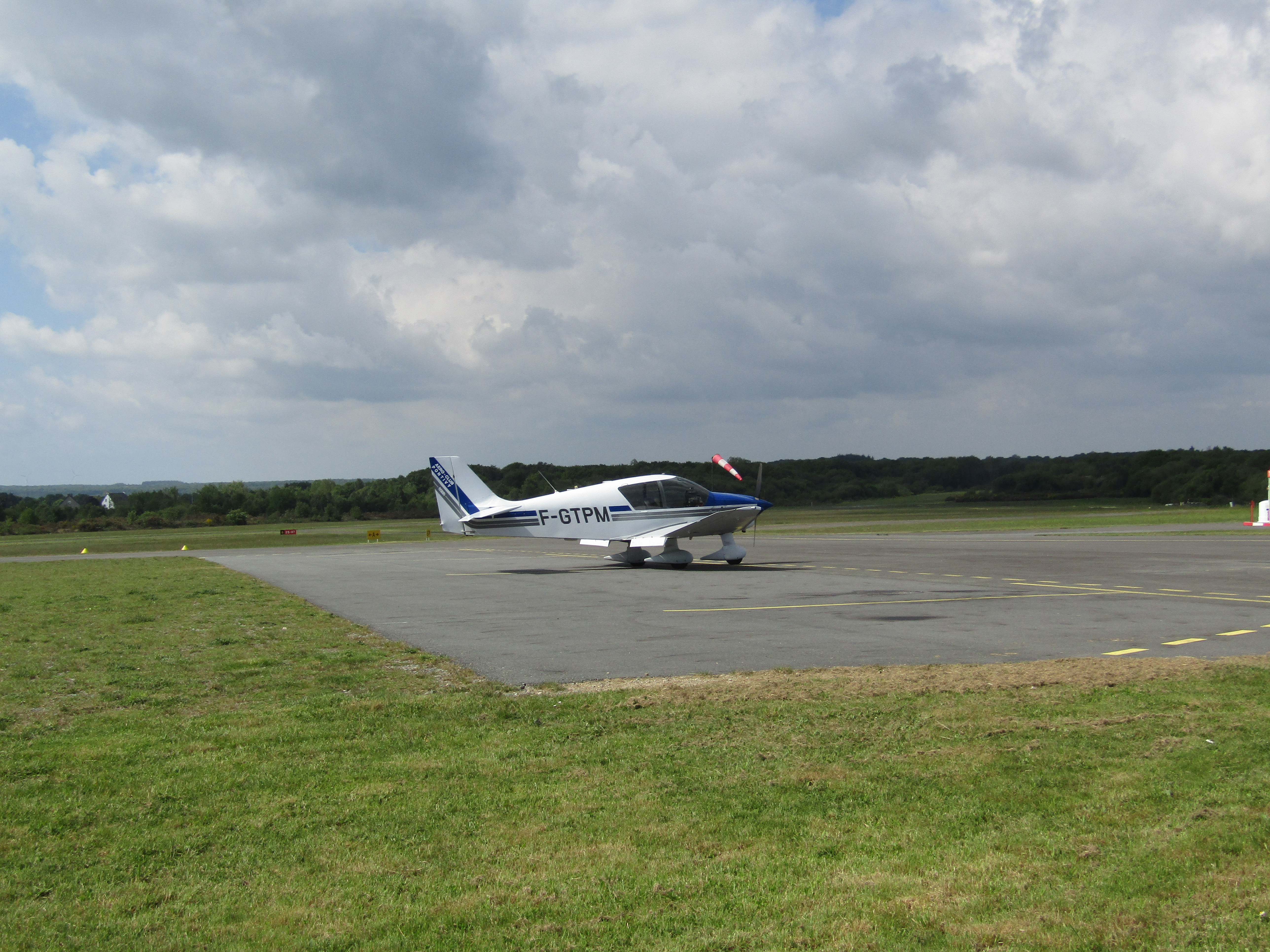
Sur le tarmac de Dinan-Trélivan, un Robin DR-400/120 de 4 places, motorisé par un Lycoming 0-235-42A 118 HP à 2800 tr/min. Sorti d'usine le 11 06 1999 et immatriculé F-GTPM, il appartient à l'aéroclub de Pontivy.

L’aérodrome de Dinan - Trélivan (code OACI : LFEB) est un aérodrome civil, ouvert à la circulation aérienne publique (CAP), situé sur la commune de Trélivan à 3 km à l’ouest-sud-ouest de Dinan dans les Côtes-d'Armor (région Bretagne, France).
Il est utilisé pour la pratique d’activités de loisirs et de tourisme (aviation légère, ULM et aéromodélisme).

## Histoire
L'Aérodrome Bel Air de Dinan-Trélivan est inauguré en 1932 par le député-maire de Dinan Michel Geistdoeffer et le ministre de l'Air Pierre Cot.
En 1974, la Société Aéronautique Internationale est basée sur l'aéroport de Dinan. Son directeur général est alors Claude Rousseau, ancien patron de Rousseau Aviation (basé sur l'aéroport de Dinard). Cette société faisait du transport à la demande et du travail aérien comme des missions de prospection géophysique en Mauritanie et en Angola. 
La mairie de Dinan est propriétaire de l’aérodrome de Dinan-Trélivan qui est géré par une association, l’Aéro-club de Dinan, qui existe depuis 1932 et compte aujourd’hui une grosse centaine d’adhérents.
Avec plusieurs arrivées d’entreprises aéronautiques (l’entreprise Siba qui répare l’électronique embarquée dans les petits avions, le Centre école de maintenance aéronautique Cema qui forme chaque année depuis 1989 des mécaniciens et ajusteurs spécialisés ou la société HC Expertises spécialisée dans la maintenance des moteurs Rotax qui équipent 80 % des ULM) et de particuliers passionnés d’aviation comme l'association Dinan Aviation et Mémoire, l’aérodrome de Dinan-Trélivan connaît une belle dynamique d'après la mairie de Dinan qui en a toujours la charge en 2020.  
L’entretien de l'aérodrome coûte environ 30 000 € par an à la ville de Dinan.

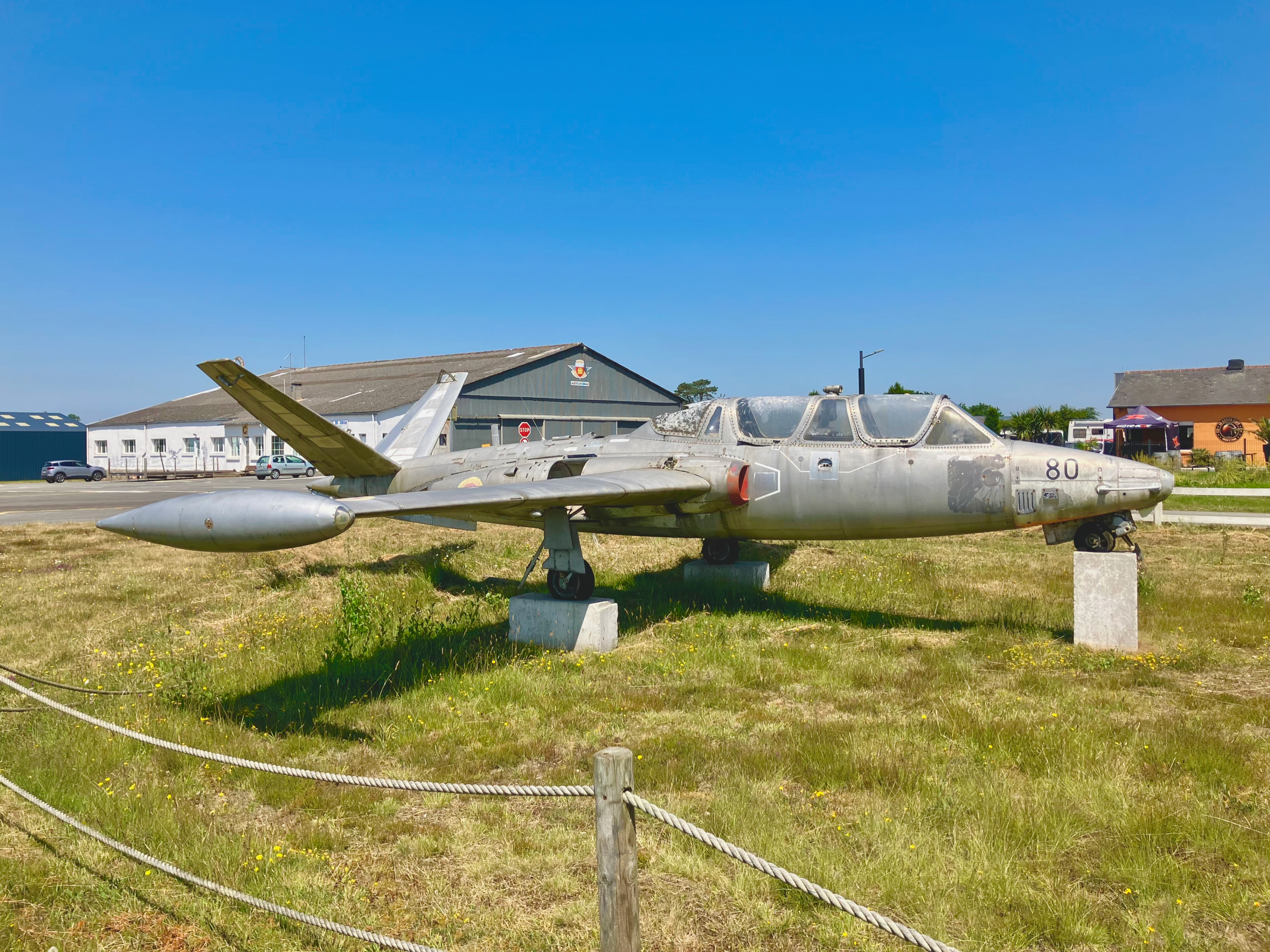
Le vieux Fouga CM-170 Magister réformé et exposé à l'entrée de l'aérodrome.

## Situation
| \| 20 km1:801 000 \| Dinan Lannion Saint-Brieuc Ouessant Brest Morlaix Quimper Belle-Île Guiscriff - Scaër Ploërmel Pontivy Quiberon Lorient Vannes Redon Rennes Saint-Malo-Dinard BAN Lanvéoc-Poulmic BAN Landivisiau |
| 20 km1:801 000 |

## Installations
L'aéro-club compte une centaine de membres qui réalisent un peu plus de 1000  heures de vol par an, et dispose de trois appareils : deux Piper PA-28 (un Warrior et un Archer), ainsi que d'un Cessna 150 acquis en mai 2015 en remplacement d'un vieux Rallye MS-880. Le Cessna 150, motorisé par un GMP Rolls-Royce de 100 CV, est principalement utilisé pour la formation au pilotage.
L’aérodrome Bel Air est situé à seulement cinq minutes de la côte d'Émeraude, avec le Cap Fréhel, Saint-Cast-le-Guildo, Dinard, Saint-Malo et le Mont-Saint-Michel à proximité. Il dispose d’une piste bitumée orientée est-ouest (07/25), longue de 830 mètres et large de 30. 
L’aérodrome n’est pas contrôlé. Les communications s’effectuent en auto-information sur la fréquence de 123,500 MHz.
S’y ajoutent :
- une aire de stationnement ;
- des hangars ;
- une station d’avitaillement en carburant (100LL)[6].
- une station d’avitaillement en carburant UL91.

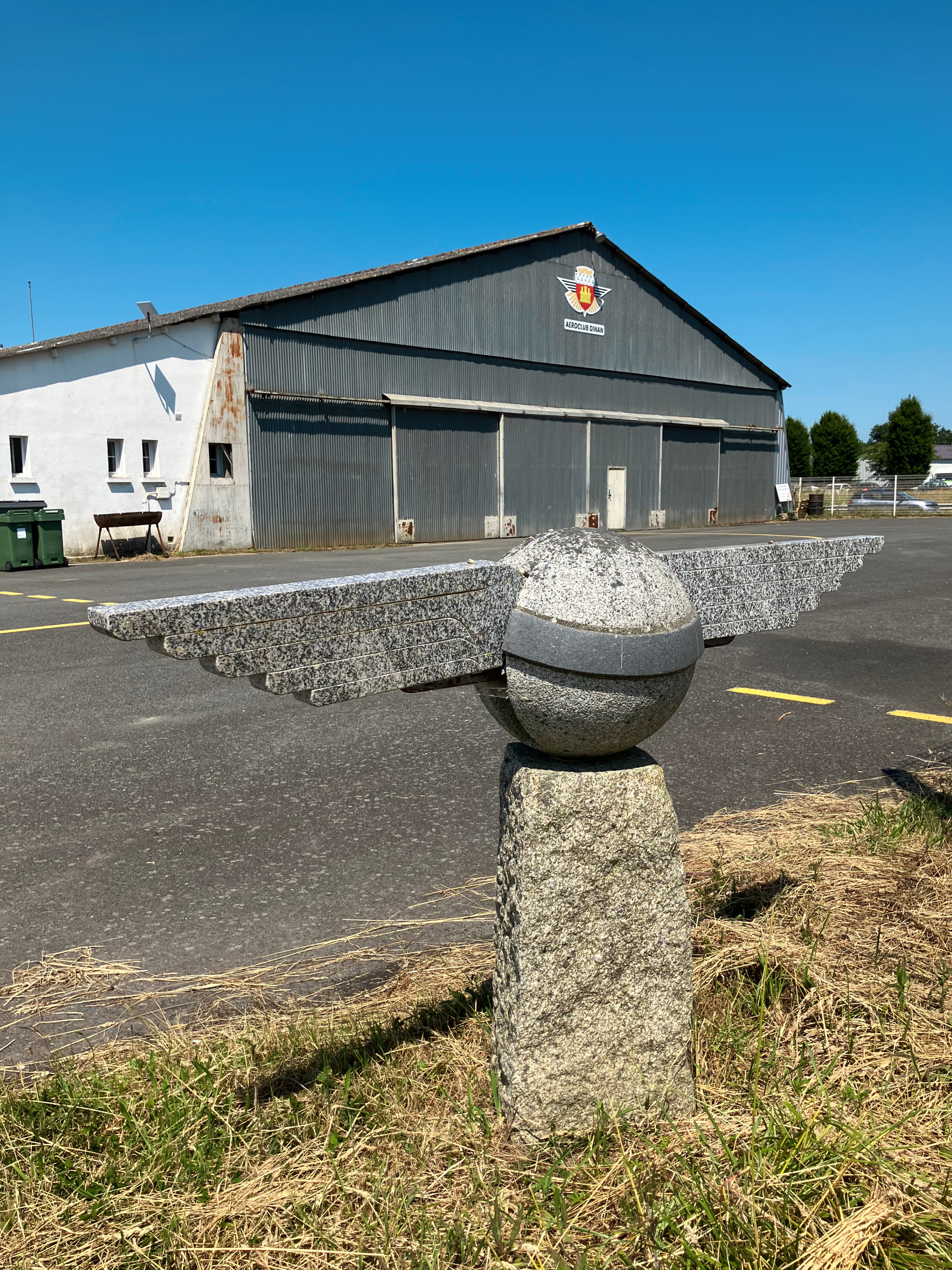
Le hangar de l'aéro-club et le petit monument en granit à l'entrée du site.
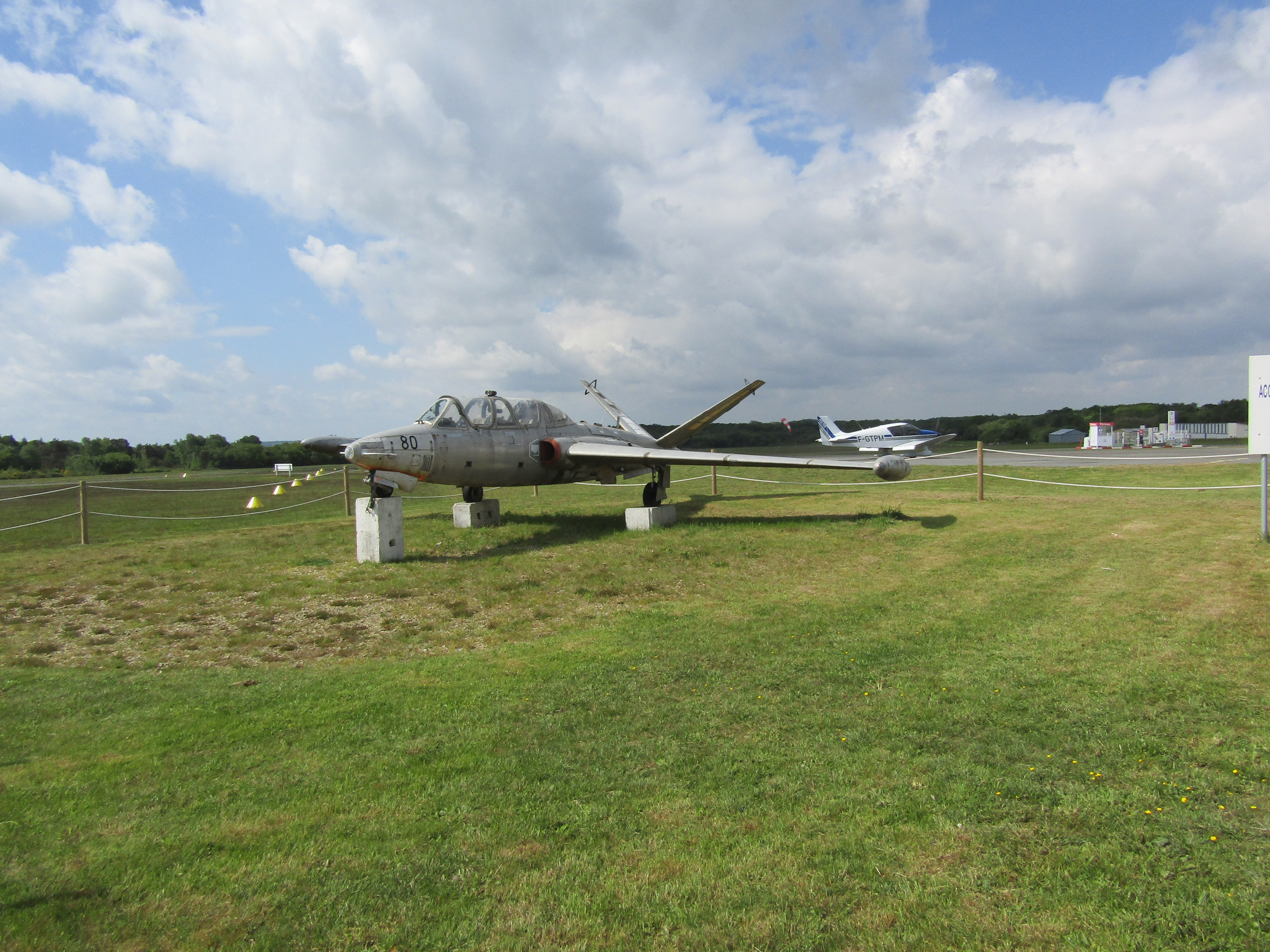
Un Fouga CM-170 Magister réformé sur l'aérodrome de Dinan, au premier plan, avec un Robin DR-400 140B Dauphin à moteur Lycoming de 160 CV, en arrière-plan.
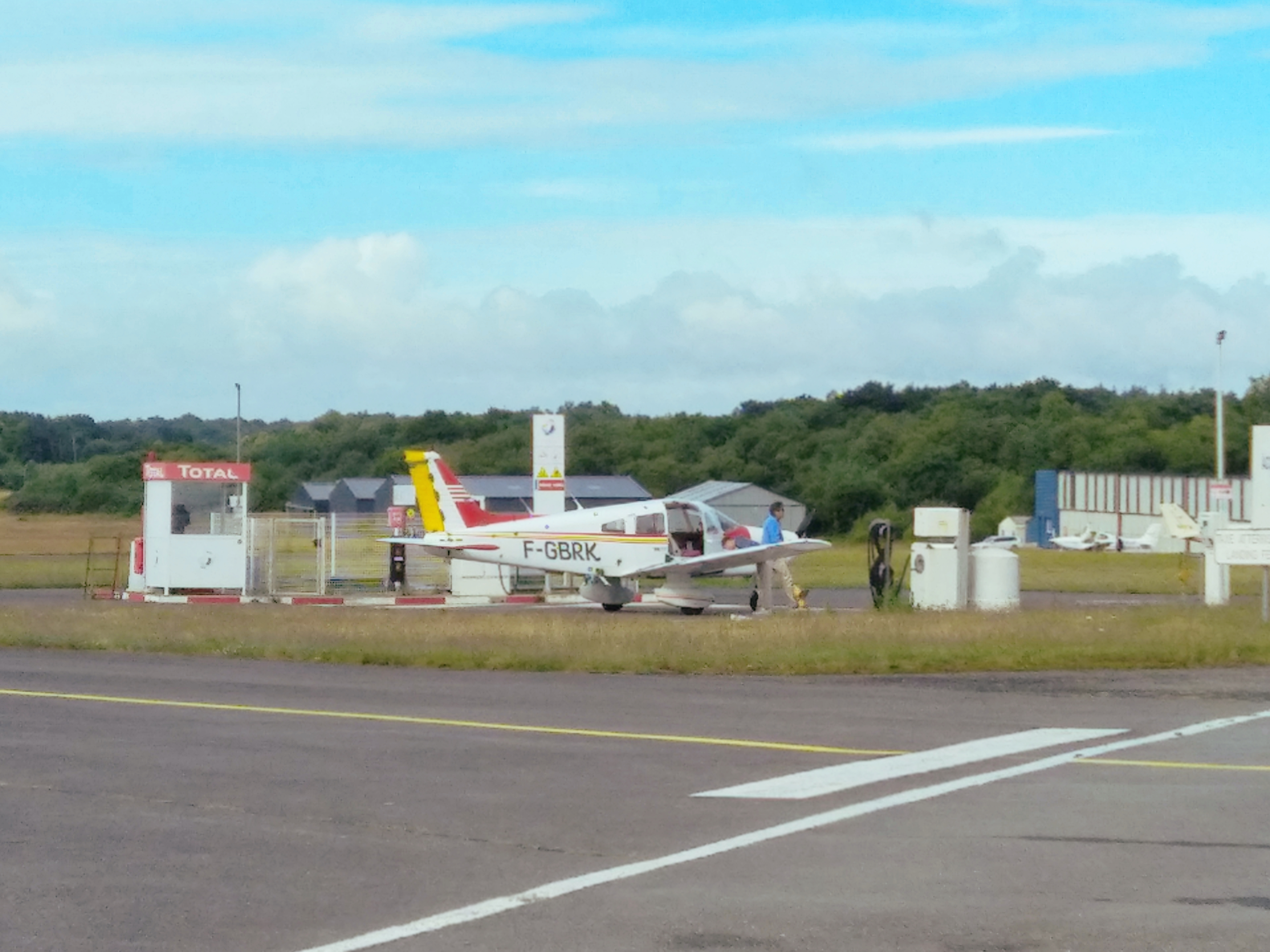
Le Piper Warrior PA-28 de l'aéro-club en train de faire le plein …
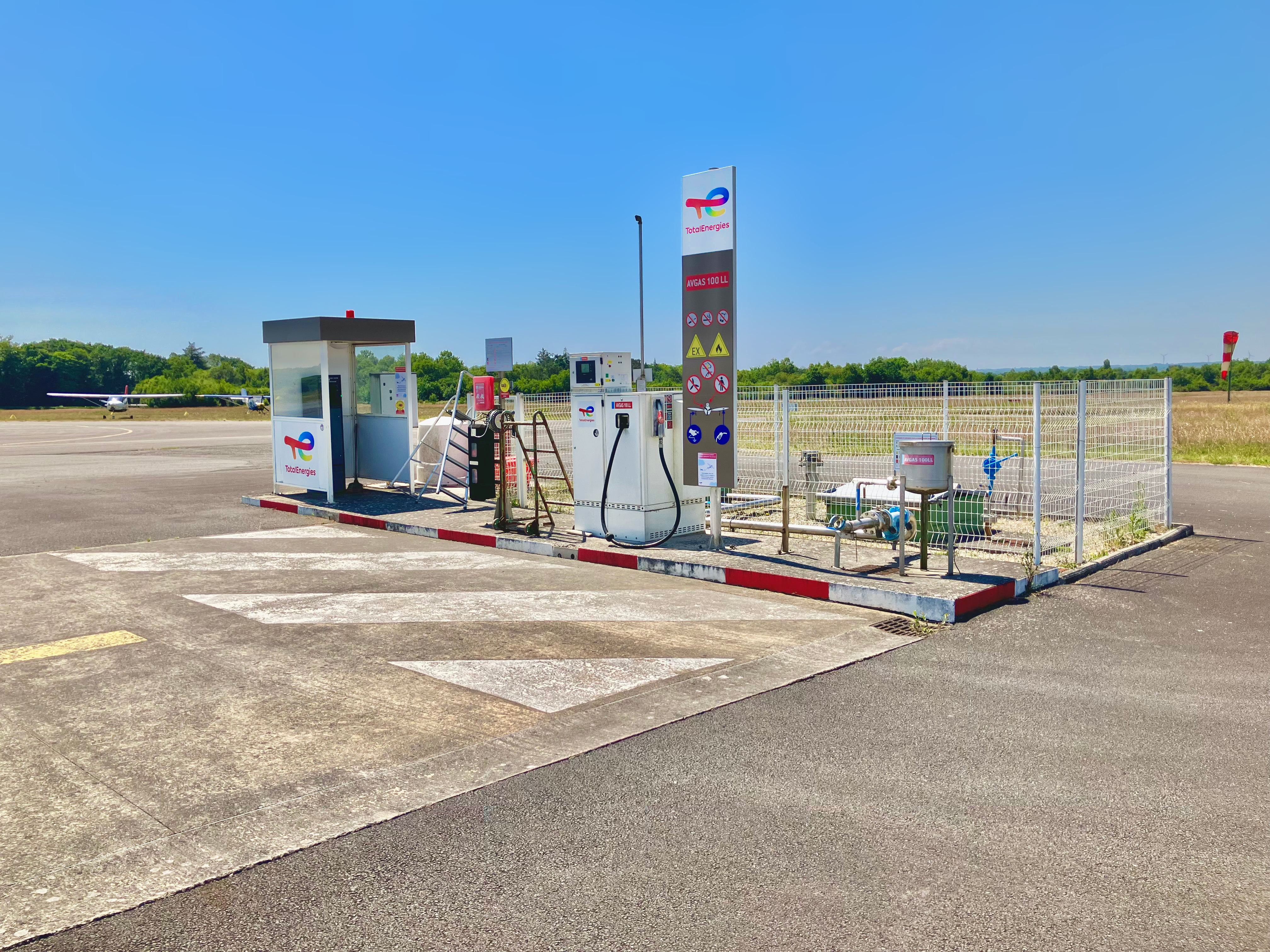
… à la station-service Total de l'aérodrome Bel Air de Dinan.
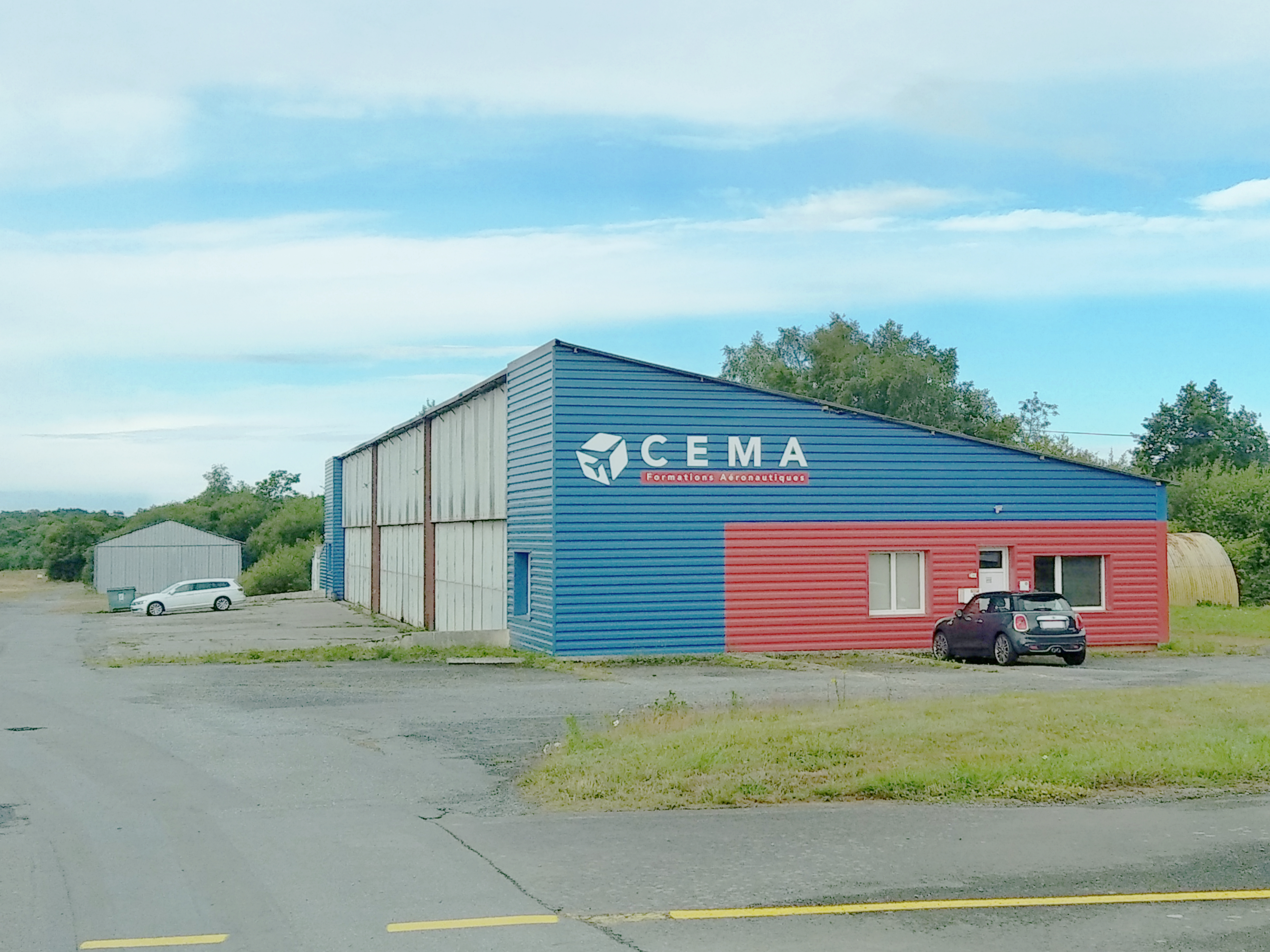
Les locaux du Centre École de Maintenance Aéronautique (CEMA) fondé en 1989 sur l'aérodrome de Bel Air de Dinan-Trélivan.
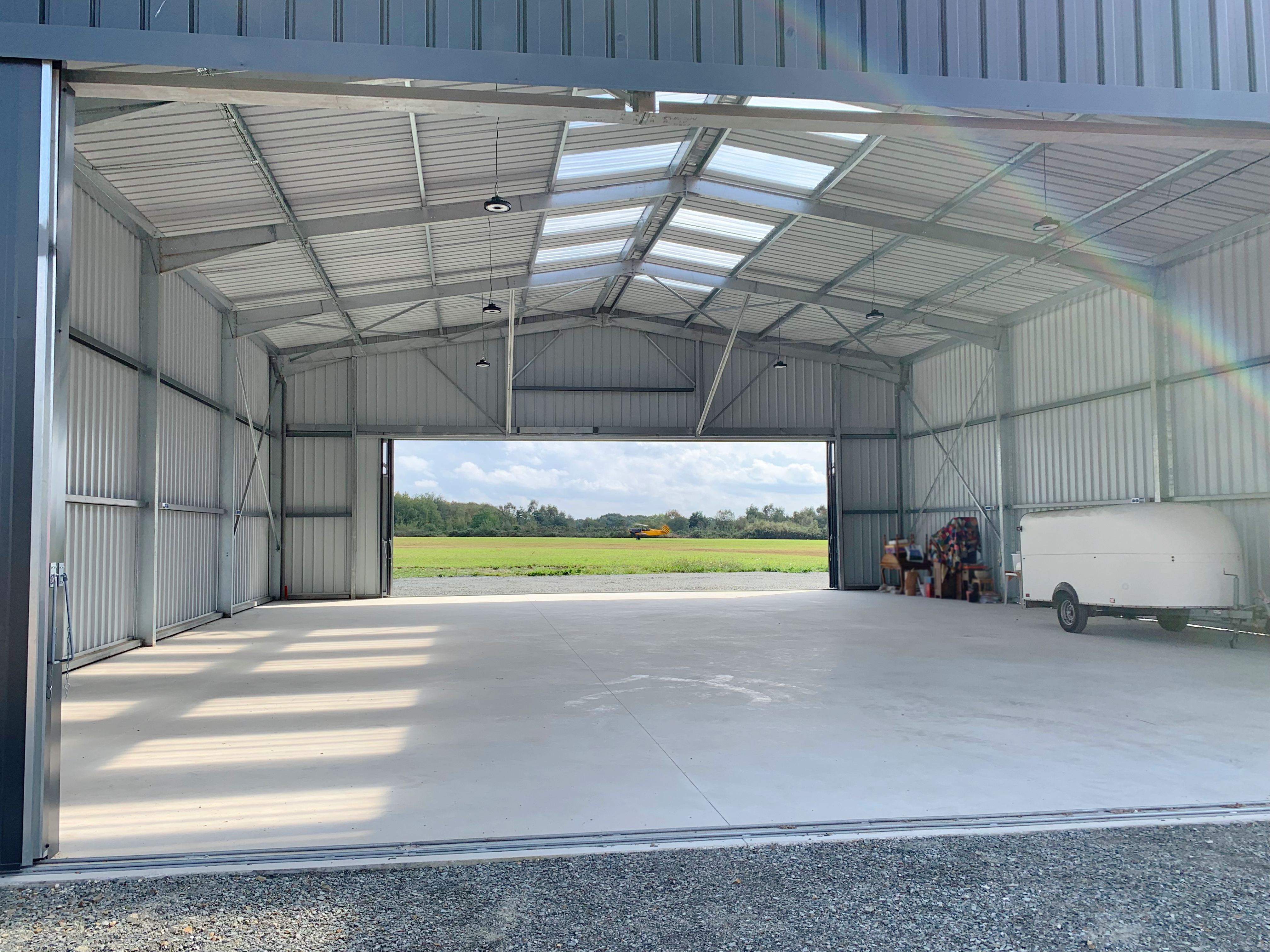
Un des hangars de l’aérodrome : en arrière plan, on aperçoit un biplan Hatz CB-1 en train d’atterrir sur la piste 07, dans le sens sud-ouest vers nord-est.
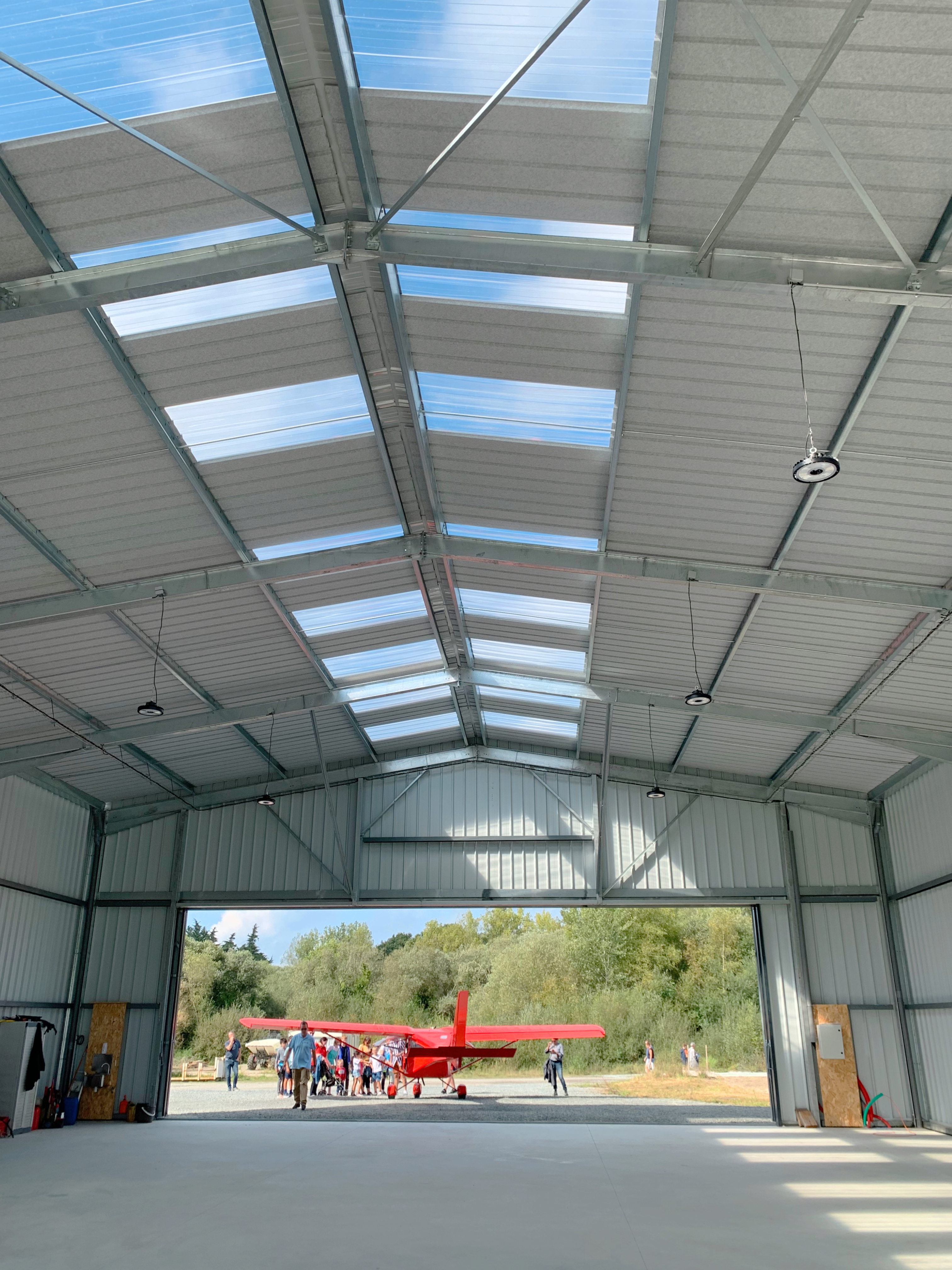
Le même hangar : devant l’entrée, un avion ultra léger se fait admirer par des enfants.
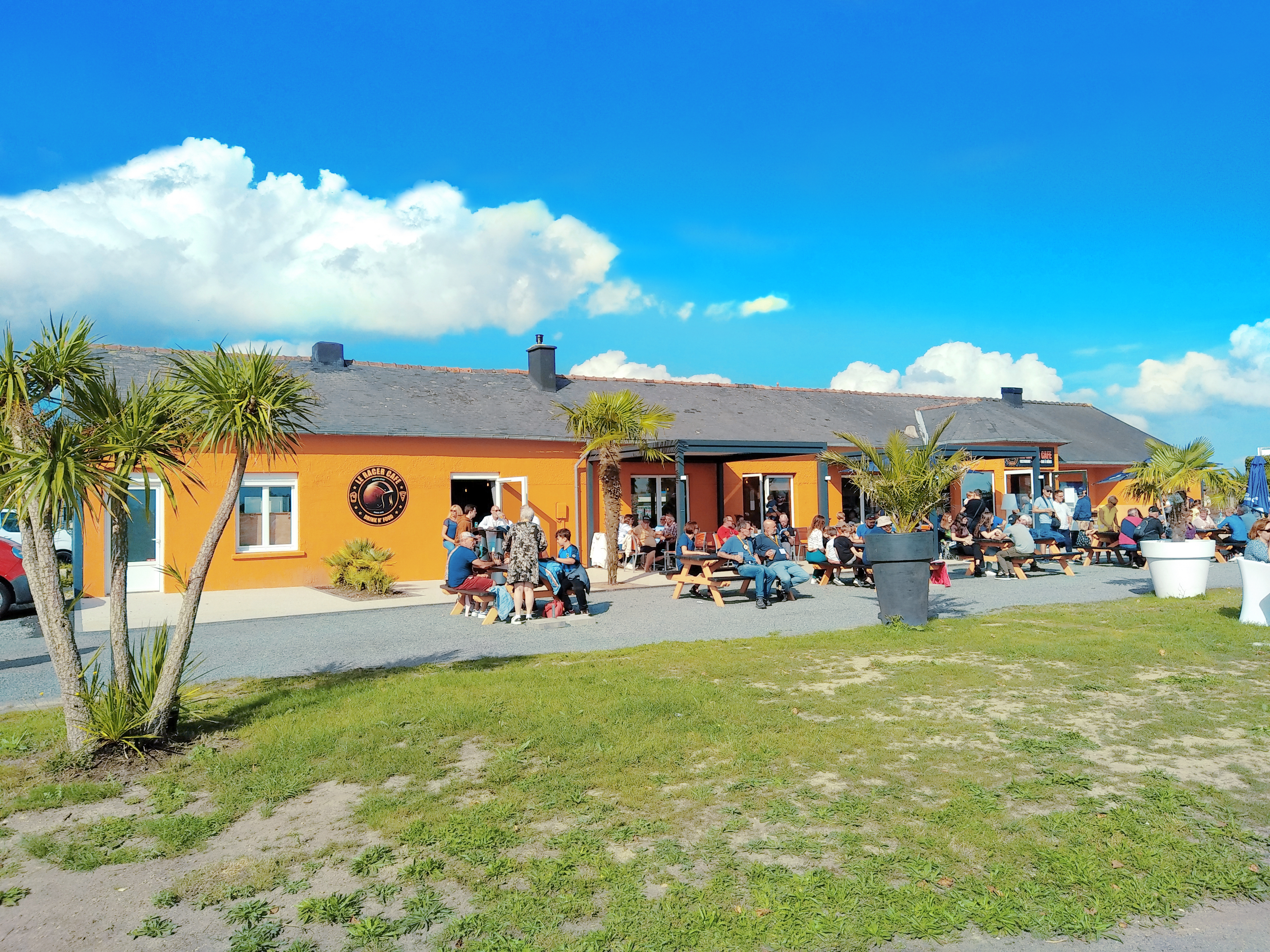
Le « Racer Café », le bar-restaurant de l’aérodrome dédié aux autos, aux motos et, bien sûr, aux avions.

## Activités

### Loisirs et tourisme
- Aéro-club de Dinan
- ULM

### Sociétés implantées
- Société d'Instruments de Bord et d'Avionique (SIBA Maintenance Services) une entreprise de maintenance et de services en avionique, spécialisée dans la réparation des instruments de bord et des radios pour avions et hélicoptères. SIBA réalise également des rétrofits avioniques complets dans ses ateliers.

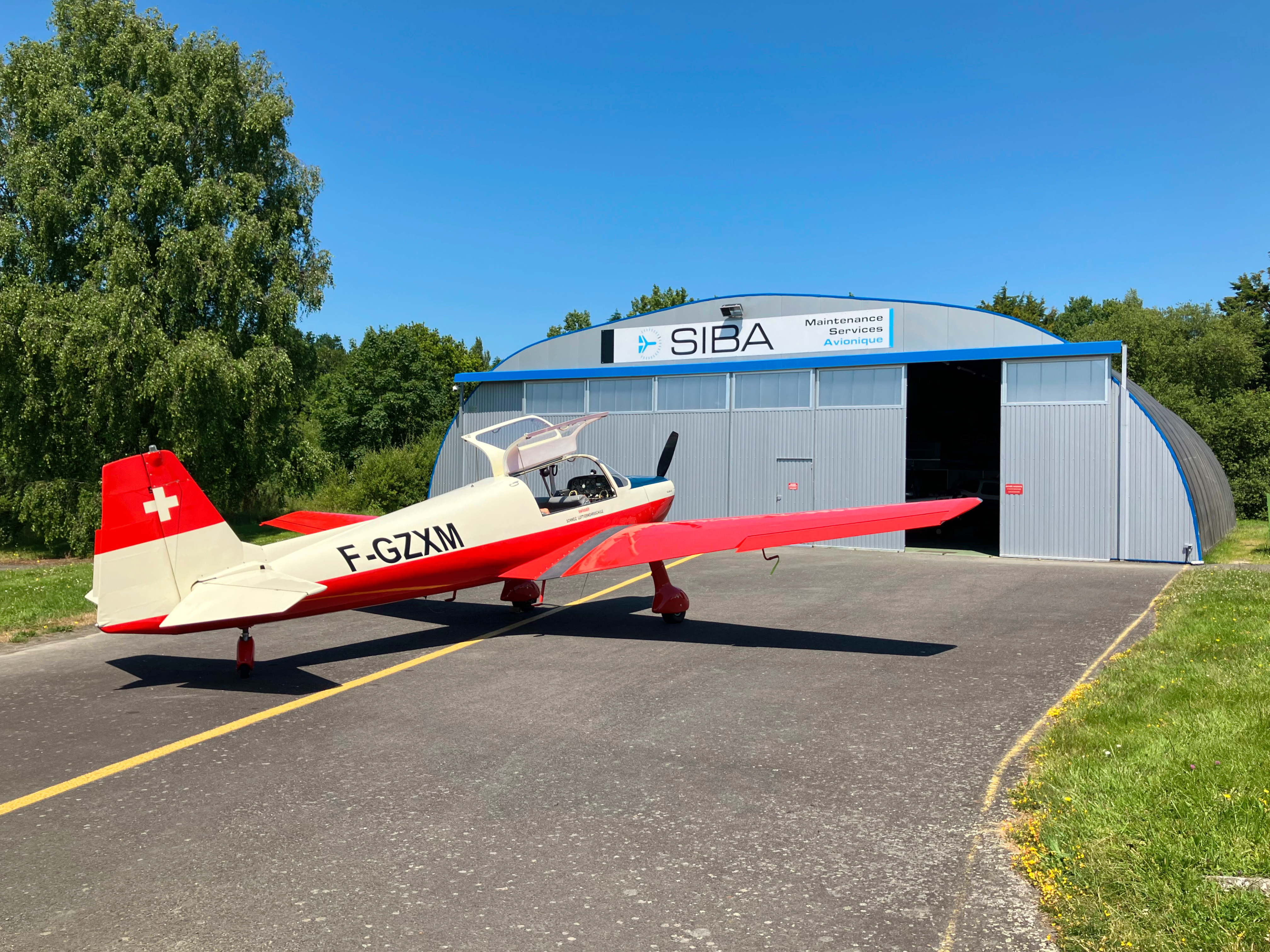
Hangar-atelier de SIBA, une entreprise de maintenance et de services en avionique, avec un Bölkow Bo 207, l’exemplaire n° 290 immatriculé en France « F-GZXM ».
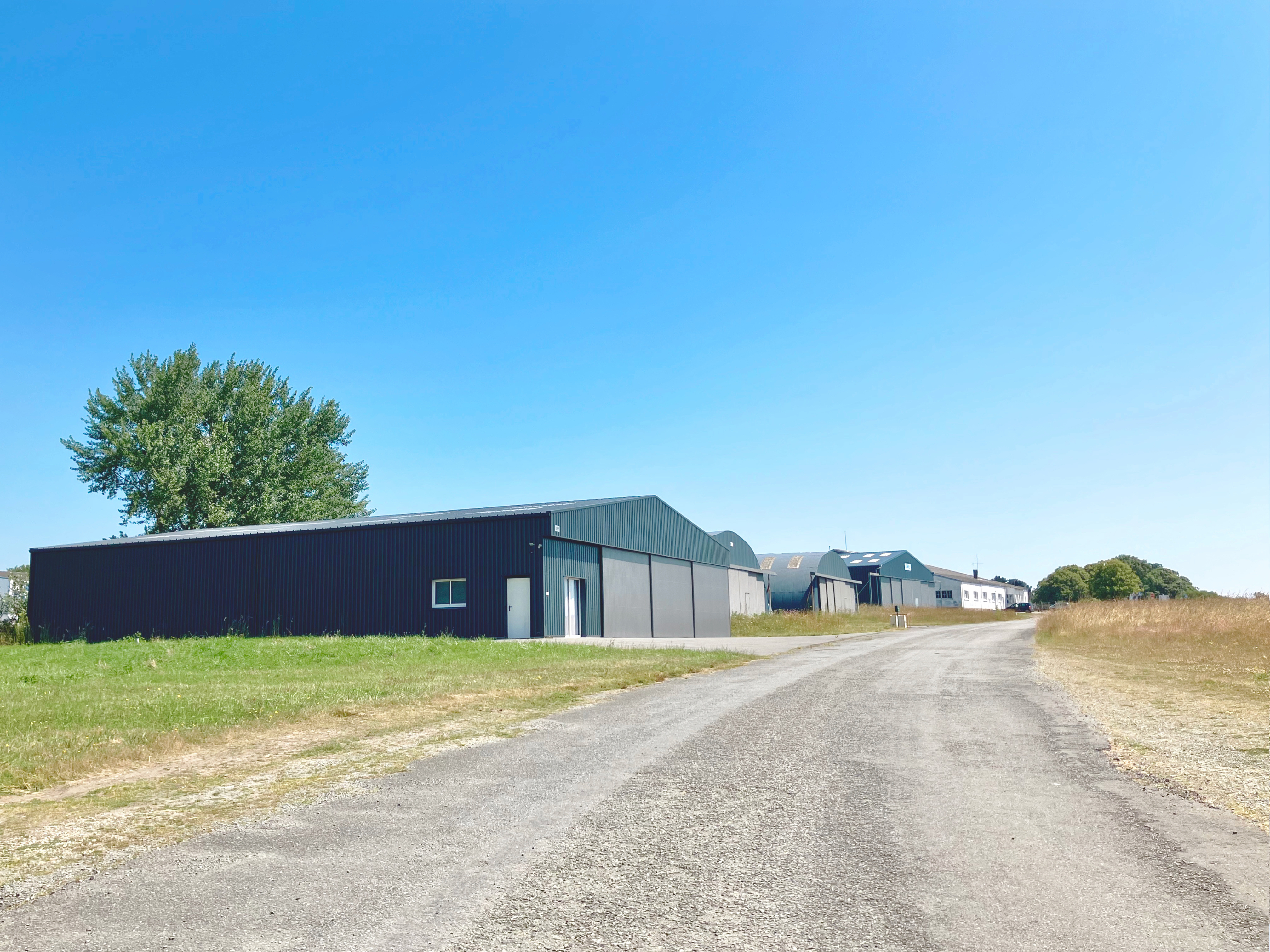
Hangars d'entreprises installées sur l'aérodrome.
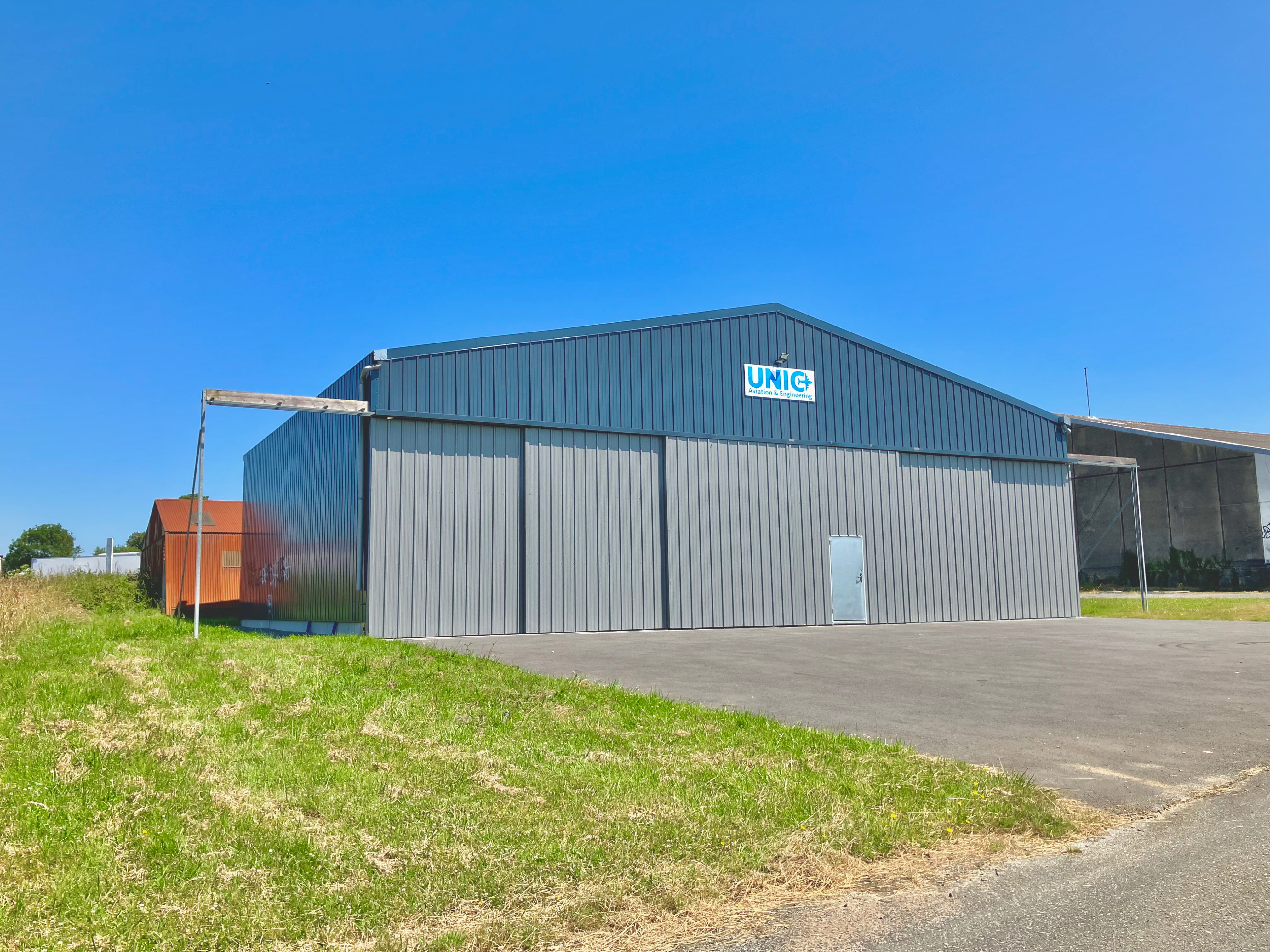
Le hangar de UNIC Aviation & Engineering sur l’aérodrome.